# Киров — Котлас — Архангельск (автодорога)
Автодорога Киров — Котлас — Архангельск — строящаяся автомобильная дорога общего пользования регионального значения по маршруту Киров — Котлас — Архангельск. На территории Кировской области участки дороги имеют нумерацию 33 Р24 (Мураши-Безбожник), 33 Р25 (Безбожник-Староверческая), 33 Р26 (Староверческая — Опарино).
Строительство автодороги предусмотрено Стратегией социально-экономического развития Кировской области на период до 2020 года, утверждённой постановлением Правительства Кировской области от 06.12.2009 № 33/432 в рамках развития транспортной инфраструктуры области до 2015 года с участием в федеральной целевой программе «Развитие транспортной системы России (2010—2015 годы)».
Согласно Стратегии, строительство автодороги Киров — Котлас — Архангельск окажет серьёзное влияние на развитие транспортной инфраструктуры, поскольку, кроме решения задач областного масштаба, позволит соединить порт Архангельск с южным маршрутом Северного транспортного коридора, а также дать выход к порту предприятиям Урала.

## Расположение
Автодорога начинается от федеральной автомобильной дороги Р-176 «Вятка» вблизи города Мураши, пройдёт по Кировской области вдоль железнодорожной линии Киров — Котлас и далее на Архангельск.

## История
- В 1989 году ГипродорНИИ выполнен проект строительства автомобильной дороги. Вырублена просека для строительства автодороги.
- В 2004 году ЗАО «Нижегородский Дорпроект» выполнил «Обоснование инвестиций в развитие территориальной автомобильной дороги Киров — Котлас — Архангельск на участке от ст. Староверческая до пгт. Опарино в Кировской области».
- В 2005 году выполнены инженерно-геодезические изыскания.
- В 2006 году КОГУП «Проектная контора» выполнен пересчет смет по рабочему проекту строительства автодороги Киров — Котлас — Архангельск на участке от ст. Староверческая — Вазюк в Мурашинском районе и корректировка сметной части «Обоснование инвестиций в развитие территориальной автодороги Киров — Котлас — Архангельск на участке от ст. Староверческая до пгт. Опарино в Кировской обл.»
- 19 апреля 2006 года Обоснование инвестиций в развитие автомобильной дороги Киров — Котлас — Архангельск на участке от ст. Староверческая до пгт. Опарино в Кировской области одобрено КОГУ «Дорожный комитет Кировской области».
- В 2007 году начато строительство на пусковом участке Староверческая — Вазюк
- В ноябре 2008 года сдан участок Староверческая — Вазюк протяженностью 12,966 км.
- Осенью 2008 года начато строительство на пусковом участке Вазюк — Нагибино.
- В декабре 2008 года строительство остановлено, госконтракт с подрядчиком расторгнут. «В дорожной ловушке» газета «Вятский край» от 19.12.2008 г.
- В январе 2009 года Проектной конторой выполнена корректировка рабочего проекта строительства автомобильной дороги Киров — Котлас — Архангельск, участок Вазюк — Опарино в Кировской области.
- В августе 2009 года возобновлено строительство автодороги на участке Вазюк — Нагибино — Опарино.
- 11 ноября 2010 года открыт участок Вазюк — Опарино протяженностью 25 км. (включая мост с подходами 111,2 м), в том числе подъезд к ст. Вазюк — 0,5757 км, к ст. Нагибино — 0,246 км, к пгт. Опарино — 0,338 км. Стоимость строительства 579 млн рублей. Участок четвёртой категории, со щебёночным покрытием.
- 12 октября 2011 года сдан объезд посёлка Безбожник протяженность 1,563 км.[2]
- 20 августа 2013 года открыт участок Альмеж — Скрябино протяженностью 13,841 км, в том числе подъезд к посёлку Альмеж 1,33 км — дорога IV категории со щебёночным покрытием с расчётной скоростью движения 80 км/ч.

## Технические данные
Автомобильная дорога IV категории с асфальтобетонным покрытием на участке Мураши — Вазюк, и со щебёночным покрытием на участках Вазюк — Опарино и Альмеж — Скрябино, и строящемся участке Опарино — Альмеж.
Расчётная скорость движения на участке со щебёночным покрытием — 80 км/ч.
Число полос движения — 2.
Ширина земляного полотна — 10 м.
Ширина проезжей части — 6 метров.
Ширина обочин — 2,0 метра.
Тип дорожной одежды — капитальный / переходный
Вид покрытия — асфальтобетонное / щебеночное.

## Этапы строительства
Завершение строительства автомобильной дороги Киров — Котлас — Архангельск позволит дать выход к порту Архангельск восточным регионам Приволжского федерального округа (республики Татарстан, Башкортостан, Удмуртская Республика, Оренбургская область, Самарская область и Пермский край). В Кировской области запроектированы следующие участки автодороги:
в Опаринском районе
- Опарино — Альмеж протяженностью 26,7 км. — дорога IV категории со щебёночным покрытием с расчётной скоростью движения 80 км/ч.[3]

в Подосиновском районе
- Скрябино — Пинюг, протяженностью 20,2 км.
- Пинюг — Лунданка — 32 км.

в Лузском районе
- Лунданка — Луза — 27,14 км.
- Луза — граница Архангельской области — 35 км.

## Строящиеся и готовые участки
По состоянию на октябрь 2011 года построены и сданы в эксплуатацию следующие участки на территории Кировской области:
- 33 Р24 (Мураши — Безбожник) — 16,9 км.
- 33 Р25 (Безбожник — Староверческая) — 15,0 км.
- 33 Р26 (Староверческая — Опарино) — 39,2 км.

## Финансирование
Сметная стоимостью участков автодороги от посёлка Опарино до границы с Архангельской областью в ценах на 01.01.2010 года 4,1 млрд рублей.
Предложения от Кировской области по включению в ФЦП «Развитие транспортной системы России» на период 2010—2015 данных участков дорог направлены в Минтранс России.